# Thetford Mines
Thetford Mines [tɛtfɚd majnz, -fœʁd -] est une ville canadienne du Québec, chef-lieu de la MRC des Appalaches, dans la région de Chaudière-Appalaches. La population de Thetford Mines en 2025 est estimée à 26 891 habitants.

## Toponymie
D'abord connue sous le nom de Kingsville, nom donné en l'honneur William King, fondateur de la King Brothers, elle fut renommée Thetford Mines en 1905, dont le nom évoque le canton de Thetford.

## Histoire
Thetford Mines a été fondée en 1876, après la découverte d'un gisement éponyme d'amiante (plus précisément chrysotile) par Joseph Fecteau. 
Quelques années plus tard, en 1905, Kingsville fut rebaptisé d'après le canton de Thetford dans lequel il avait été fondé, qui portait le nom de la ville de Thetford dans le Norfolk, en Angleterre. 
Vers 1930, Amiante a été annexée à la cité de Thetford Mines.
Dans les années 90, la ville de Thetford Mines connait un virement majeur dans le but de diversifier et relancer son économie. Entre autres, le nom de la marque de communication devient Thetford, laissant désormais le mot Mines de côté afin de retirer les notions négatives associées à l’univers révolu des mines. 
Thetford Mines a fusionné avec Rivière-Blanche le 14 décembre 1994, et depuis les fusions municipales au Québec, le 17 octobre 2001, la ville regroupe la municipalité de Saint-Antoine-de-Pontbriand, la municipalité du village de Robertsonville, la municipalité du canton de Thetford-Partie-Sud ainsi que les villes de Black Lake et Thetford Mines.
Étant la plus grande ville de la région de Thetford (MRC des Appalaches), la ville de Thetford Mines regroupe sur son territoire différentes institutions de services publics telles que l’hôpital général, le Cégep de Thetford et, depuis juillet 2018, le nouveau Centre de congrès de Thetford.
La ville est le lieu de plusieurs activités culturelles comme le Festival Promotuel de la Relève et l'équipe de hockey locale, l'Assurancia, qui évolue dans la LNAH en plus de l'équipe de baseball majeur, l'Unicanvas de Thetford.

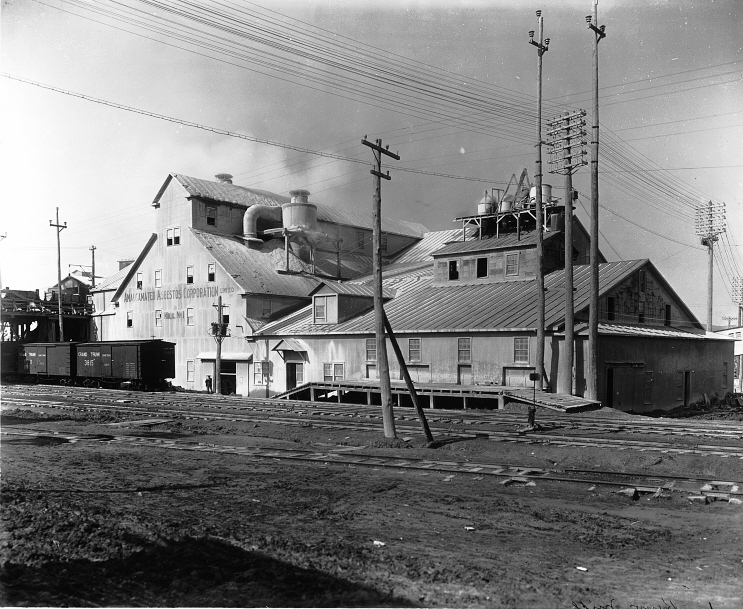
L'usine d'amiante en 1909.
Les chemins de fer constituent une condition nécessaire pour l'ouverture d'une mine en raison des coûts élevés de transport du minerai vers les marchés. Les mines d'amiante ont profité du passage du Québec Central à Thetford Mines pour faciliter l'exportation de leur production aux États-Unis. Ainsi, toutes les mines sont richement pourvues de lignes ferroviaires qui sillonnent leur site de part en part et qui passent à proximité du moulin.

### Déménagement du quartier Saint-Maurice
Le quartier Saint-Maurice a été touché à deux occasions par l'exploitation de la mine Beaver. En 1953, l'agrandissement du puits a englouti un secteur dont il ne reste plus de traces. Entre 1970 et 1973, un second déménagement a eu lieu. L'objectif consistait à laisser l'emplacement libre pour les futures exploitations minières, ainsi qu'à éloigner la population des sites où on utilisait des explosifs[réf. souhaitée]. Certains bâtiments n'ont pas été déménagés, dont l'église Saint-Maurice, qui a dû être démolie.
Aujourd'hui, plusieurs[précision nécessaire] disent que le déménagement fut inutile puisqu'il n'y a jamais eu d'utilisation du terrain pour exploitation minière. De plus, plusieurs[précision nécessaire] citoyens ont été dérangés par la façon dont le quartier a été réaménagé puisque les habitations furent regroupées selon leur style, valorisant ainsi l'esthétique au détriment de l'aspect humain[réf. souhaitée].

### Chronologie
- 3 octobre 1885 : Érection du canton de Thetford-Partie-Sud.
- 22 septembre 1892 : Érection du village de Kingsville.
- 30 novembre 1892 : Constitution de Kingsville.
- 20 mai 1905 : Le village de Kingsville devient la ville de Thetford Mines.
- 19 novembre 1906 : Érection du village de Lac Noir.
- 25 avril 1908 : Le village de Lac Noir devient la ville de Black Lake.
- 26 juillet 1909 : Érection du village de Robertsonville.
- 1er janvier 1910 : Érection de la paroisse de Saint-Antoine de Pontbriand.
- 14 mars 1912 : La ville de Thetford Mines devient la cité de Thetford Mines.
- 25 juin 1914 : Érection du village d'Amiante.
- 1929 : Annexion du village d'Amiante à la cité de Thetford Mines.
- 1949: Grève de l'amiante à Asbestos et à Thetford Mines. (5 000 grévistes)
- 15 mars 1969 : La paroisse de Saint-Antoine de Pontbriand devient la paroisse de Saint-Antoine-de-Pontbriand.
- 28 juin 1980 : La cité de Thetford Mines devient la ville de Thetford-Mines.
- 1980 : Construction de la piscine intérieure de la polyvalente de Thetford Mines.
- 30 août 1986 : La ville de Thetford-Mines devient la ville de Thetford Mines.
- 7 février 1987 : La paroisse de Saint-Antoine-de-Pontbriand devient la municipalité de Pontbriand.
- 17 octobre 2001 : Annexion du canton de Thetford-Partie-Sud, de la ville de Black Lake, de la municipalité de Pontbriand et du village de Robertsonville à la ville de Thetford Mines.

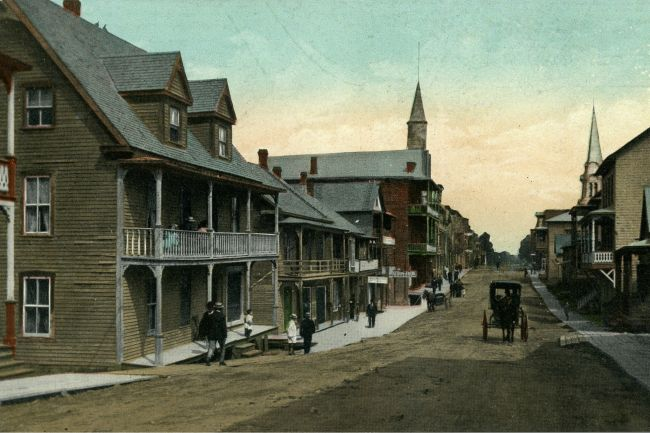
Rue Notre-Dame vers 1904.
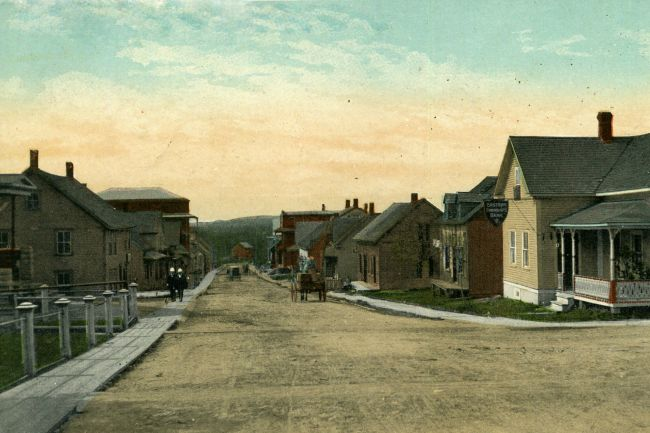
Quartier St-Maurice vers 1905 (photo coloriée).
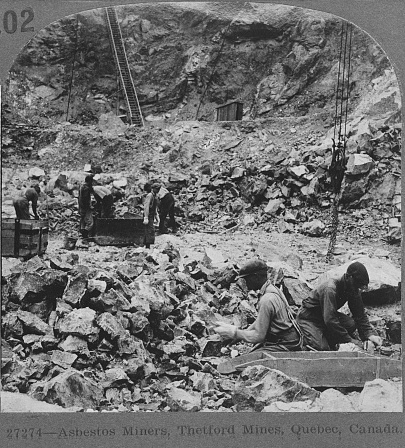
Mine d'amiante (vue stéréoscopique, vers 1923).
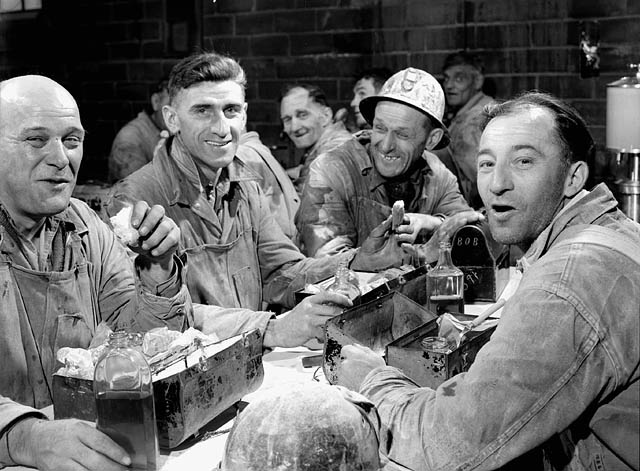
Des ouvriers de la Société Asbestos au moment de leur repas du midi, assis à des tables fournies par l'entreprise, juillet 1944.

### Héraldique
| Fervet Opus |
| ----------- |

| L'écu se blasonne ainsi : D'argent à la salamandre d'or dans sa patience de gueules, accompagnée en pointe d'une montagne à trois coupeaux de sable, au chef d'azur à la croix d'or, à deux pics de mineur passées en sautoir, et une lampe de mineur de gueules brochante sur eux, le tout brochant sur le chef. |

## Géographie
Thetford Mines est située à environ 100 km au sud-ouest de la ville de Québec et à peu près la même distance au nord-est de Sherbrooke. 

### Hydrographie
La ville est traversée par la rivière Bécancour du nord-est au sud-ouest.
La rivière Blanche coule dans le nord-ouest de la municipalité du nord vers le sud jusqu'à sa confluence avec la rivière Bécancour.
À partir de son crénon à l'est de la ville, la rivière Prévost-Gilbert coule vers l'est.
À partir de son crénon dans le sud-ouest de la municipalité, la rivière Ashberham coule vers le sud-ouest.
À partir de son crénon dans le nord-est de la municipalité, la  rivière Perry coule vers le nord.
La rivière de l'Or traverse le sud de la municipalité du nord-est au sud-ouest.

## Démographie
| 1901  | 1911  | 1921  | 1931   | 1941   |
| ----- | ----- | ----- | ------ | ------ |
| 3 256 | 7 261 | 7 886 | 10 701 | 12 716 |

| 1951   | 1956   | 1961   | 1966   | 1971   |
| ------ | ------ | ------ | ------ | ------ |
| 15 095 | 19 511 | 21 618 | 21 614 | 22 003 |

| 1976   | 1981   | 1986   | 1991   | 1996   |
| ------ | ------ | ------ | ------ | ------ |
| 20 784 | 19 965 | 18 561 | 17 273 | 17 635 |

| 2001   | 2006   | 2011   | 2016   | 2021   |
| ------ | ------ | ------ | ------ | ------ |
| 26 323 | 25 704 | 25 709 | 25 403 | 26 072 |

## Administration
Les élections municipales se font en bloc et suivant un découpage de dix districts.
Laurent Lessard fut maire de 1999 à 2003. Puis Normand Laliberté fut maire de 2003 à 2006.
| Thetford Mines Maires depuis 2006                                                                                    |                           |                                                      |          |
| Élection | Maire                     | Qualité                                              | Résultat |
| 2005 | Élection reportée en 2006 |                                                      | Voir     |
| 2006 | Luc Berthold              | Député conservateur de Mégantic—L'Érable depuis 2015 | Voir     |
| 2009 | Luc Berthold              | Député conservateur de Mégantic—L'Érable depuis 2015 | Voir     |
| 2013 | Marc-Alexandre Brousseau  |                                                      | Voir     |
| 2017 | Marc-Alexandre Brousseau  | Voir                                                 |          |
| 2021 | Marc-Alexandre Brousseau  | Voir                                                 |          |
| Élection partielle en italique Depuis 2005, les élections sont simultanées dans toutes les municipalités québécoises |                           |                                                      |          |

## Économie
La situation de l’emploi sur le territoire de la MRC des Appalaches a progressé d’une façon très significative depuis 10 ans, avec un gain net de plus de 1 500 nouveaux emplois;
Le département d’économie de BMO Groupe Financier classe Thetford Mines au 8e rang au Canada et au 3e rang au Québec quant au nombre de PME par 1 000 habitants.
À l’automne 2009, une étude réalisée par la Fédération canadienne de l’entreprise indépendante (FCEI) classait la Ville de Thetford Mines 6e au Québec et 12e au Canada en ce qui a trait au palmarès des villes canadiennes les plus dynamiques en matière d’entrepreneuriat;
En pleine période de crise financière mondiale, Emploi Québec apprenait que la variation annuelle du nombre de prestataires de l'assurance-emploi sur le territoire était de 16,9 % alors que ce même taux est de plus de 50 % dans le reste de Chaudière-Appalaches;
L’étude « Bilan et perspectives économiques (2009-2010)», réalisée par PÔLE Québec Chaudière-Appalaches, explique que la MRC des Appalaches a connu une augmentation de 120 % de la valeur des permis de bâtir émis entre 2004 et 2008, la plus forte augmentation de toutes les MRC de Chaudière-Appalaches;
Depuis 2004, près de 250 millions d’investissements ont été réalisés dans la MRC des Appalaches.

## Services aux citoyens

### Bibliothèques
- Bibliothèque L'Hiboucou[11]
- Bibliothèque de l'Amitié
- Bibliothèque de Black Lake
- Bibliothèque du cégep de Thetford

## Enseignement

### Centre de services scolaire des Appalaches

#### Primaire
- École de l’Arc-en-ciel[12]
- École de l’Étincelle[13]
- École du Perce-Neige[14]
- École du Plein-Soleil[15]
- École du Tournesol[16]
- École Saint-Gabriel[17]
- École Saint-Louis[18]
- École Saint-Noël[19]
- Polyvalente de Black Lake (programme primaire d’anglais intensif)[20]
- Saint-Patrick's Elementary School (Commission scolaire Central Québec)

#### Secondaire
- Polyvalente de Black Lake[21]
- Polyvalente de Thetford Mines[22]
- AS Johnson High School (Commission scolaire Central Québec)

### Post-secondaire

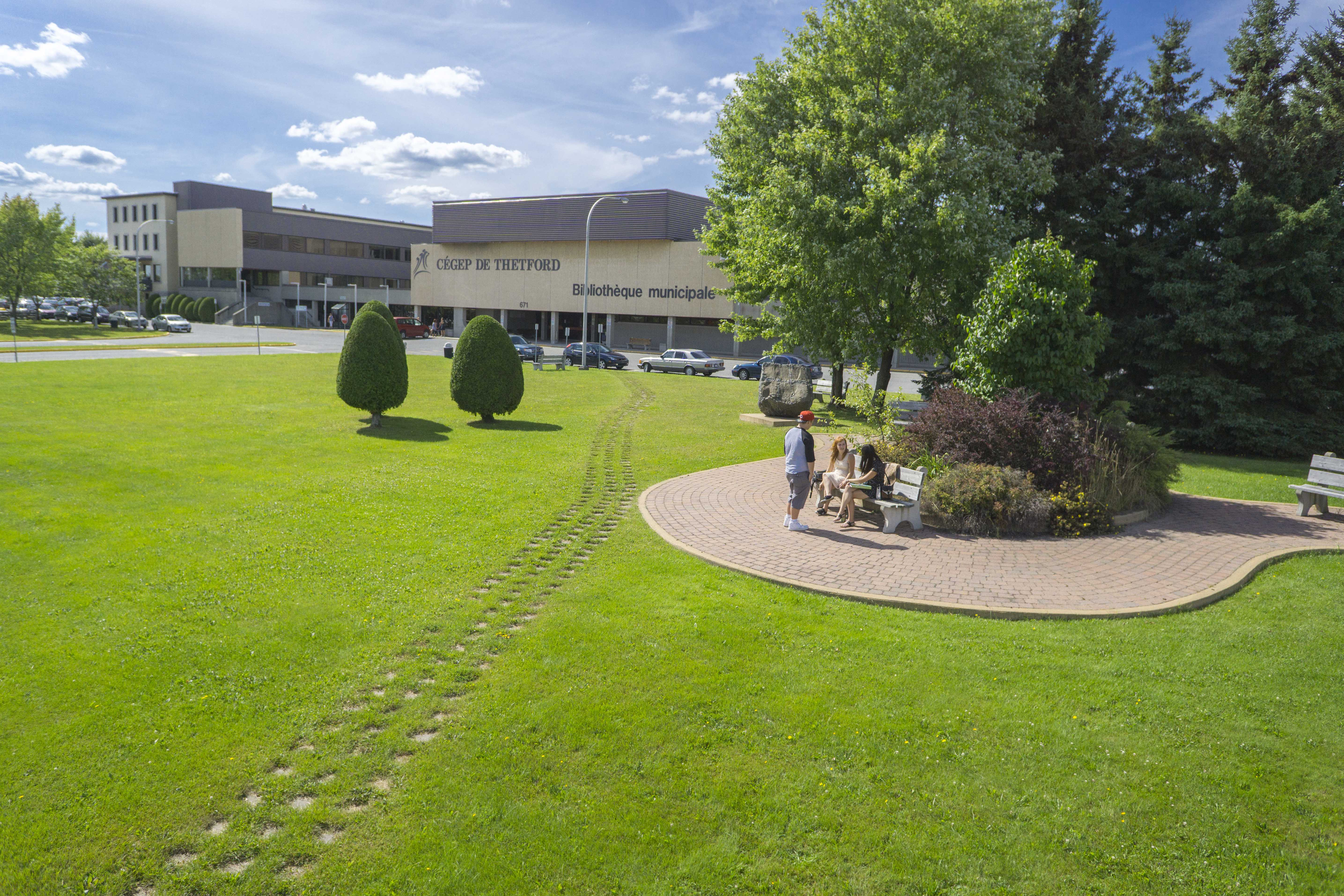
Cégep de Thetford

#### Collégial
- Cégep de Thetford

#### Professionnel
- Centre de formation professionnelle de Black Lake[23]
- Centre de formation professionnelle Le Tremplin[24]

### Éducation aux adultes
- Centre d'éducation des adultes L'Escale[25]

## Médias

### Journal
- Courrier Frontenac, hebdomadaire

### Télévision
- Câble 9 : TVCRA, télévision communautaire de la région de l'Amiante.
- Câble 9 : NousTV Beauce-Appalaches, télévision locale
- Câble 9 : Vidéotron, télévision locale secteur Robertsonville

### Radio
- O 97,3 (CFJO) : opinions, informations et musique
- Passion Rock 105,5 (CKLD) : musique et informations locales

## Patrimoine

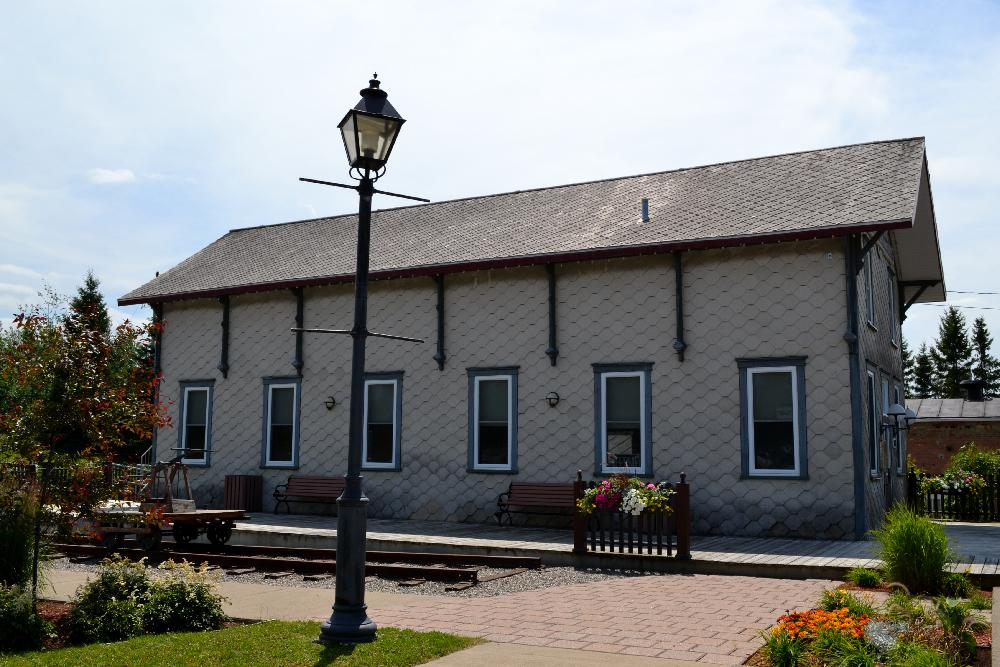
L'ancienne gare ferroviaire, construite en 1878
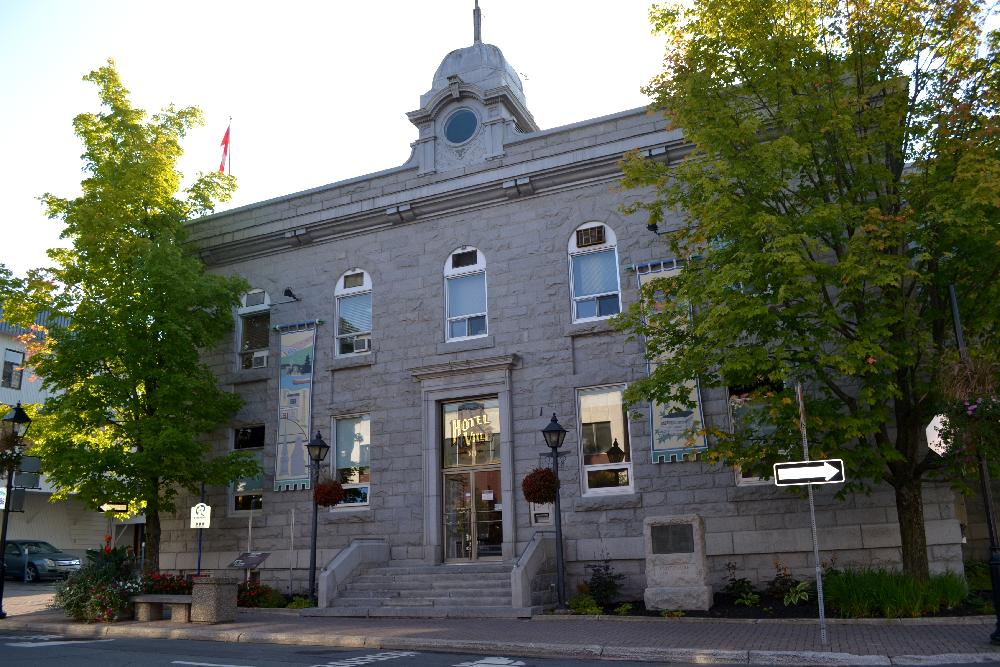
L'hôtel de ville, construit entre 1923 et 1925
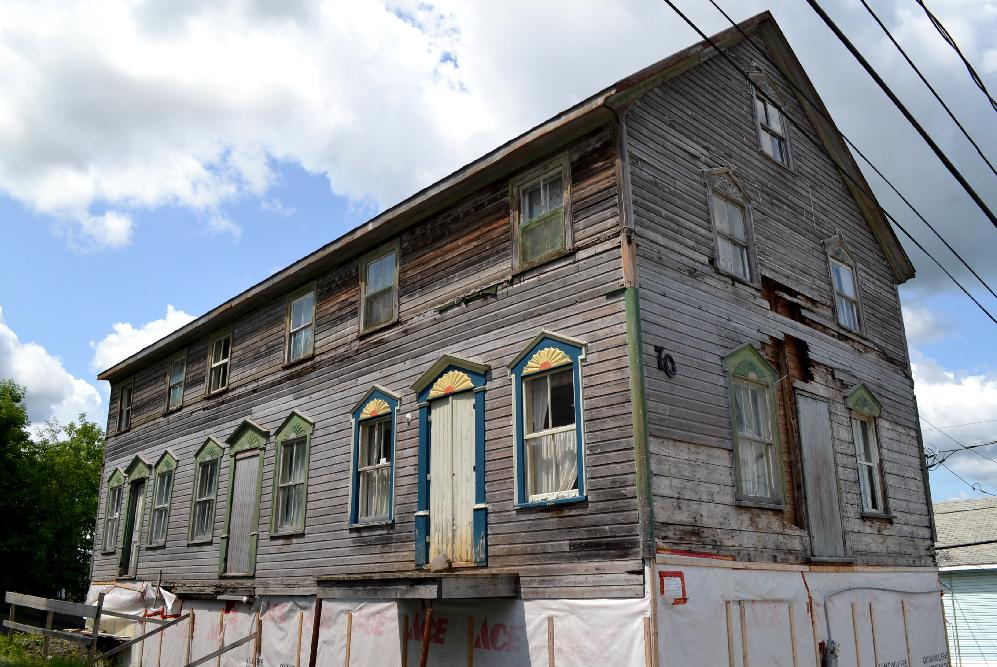
Ancienne maison de pension de Black Lake
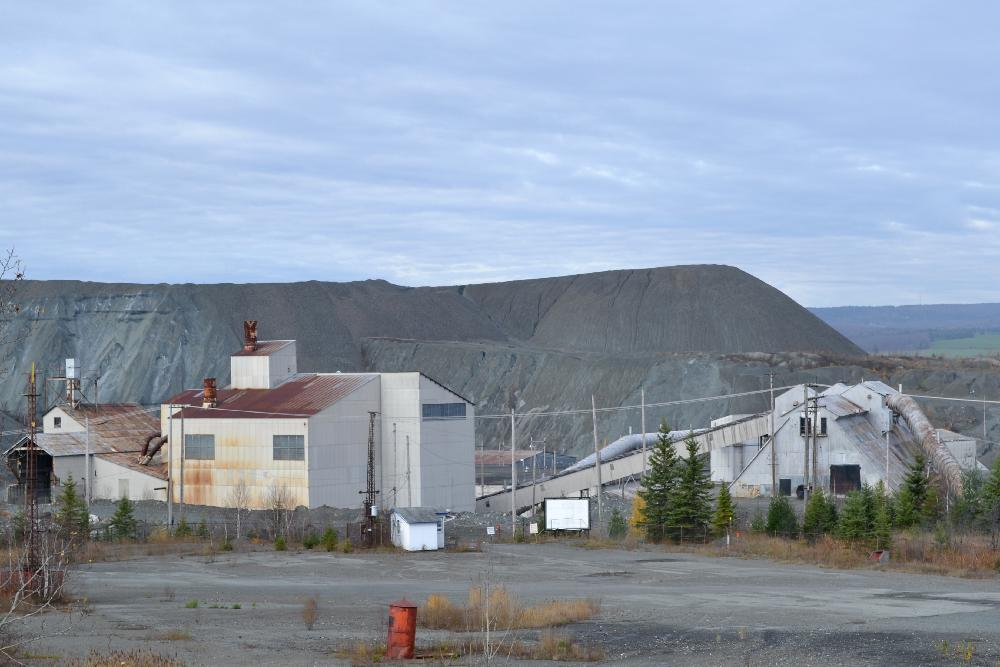
La mine Beaver en 2014

Le plus vieux bâtiment de Thetford Mines est la première gare du canton construite en 1878. Depuis 2002, elle est convertie en centre culturel nommé Station des Arts.
L'Église de Saint-Alphonse a été érigée en 1907-1908 selon les plans de l'architecte Joseph-Pierre Ouellet. Elle remplace une première église. détruite par le feu le 19 février 1906. Construit en 1901, le presbytère actuel témoigne de cette époque. Les rénovations réalisées sur l'église en 1990 lui ont mérité un prix d'excellence au niveau national.
Plusieurs autres lieux de cultes ont été construits entre les décennies 1940 et 1970 soit les églises Saint-Noël-Chabanel, La-Présentation-de-Notre-Dame, Sainte-Marthe et Saint-Maurice.
Dans le secteur de Pontbriand, l'église Saint-Antoine-de-Padoue a été érigée entre 1896 et 1907 selon les plans de David Ouellet. Le même architecte a également conçu l'église de Saint-Désiré en 1892 dans le secteur Black Lake. Elle est le plus ancien lieu de culte sur le territoire de la municipalité. Dans le secteur de Robertson, l'église Immaculée-Conception-de-la-Bienheureuse-Vierge-Marie a été érigée en 1940. L'architecte René Audet a dessiné ses plans.
Le 15 mai 2017, la municipalité a cité l'église de Saint-Alphonse et son presbytère ainsi que les églises de Sainte-Marthe et de Saint-Désiré comme immeubles patrimoniaux. L'intérêt de l'église de Sainte-Marthe réside dans sa modernité architecturale et le maintien du culte. Son presbytère fait partie de l'ensemble patrimonial cité par la municipalité.
L'église United Church a été construite en 1956-1957. Le lieu de culte anglican Saint John The Divine a été bâti durant la même période.
L'hôtel de ville a été bâti entre 1923 et 1925 afin de remplacer les bâtiments en bois utilisés jusqu'à ce moment.
Sur le plan du patrimoine immatériel, les deux grèves ayant touché le secteur minier sont désormais inventoriées dans le Répertoire du patrimoine culturel du Québec, soit la grève de l'amiante de 1949 et celle de 1975. Le 1er mai 1975, un monument a été inauguré dans la municipalité afin d'honorer les mineurs travaillant dans des conditions difficiles.
Parmi les sites miniers de la région, citons Lac d'amiante, Carey, National, British Canadian, Johnson, Normandie, Vimy Ridge, Beaver, Bell King. Ces trois dernières sont parfois identifiées comme le site des anciennes mines King-Beaver-Bell. Les anciens bureau, magasin général et maison de pension de la mine Johnson à Black Lake sont toujours visibles. L'ancien magasin général de la mine King, aussi connu sous le nom de KIng Cash Store, a été construit entre 1903 et 1905.
Enfin, plusieurs exploitations de gisements miniers ont laissé dans traces dans le paysage sans être accompagnées de bâtiments importants. Dans cette perspective, citons les mines Cyr Thetford, Rumpelville, Stewart, Robertsonville, Pennington, Kitchener, Houle et Hall.
Le déplacement du quartier Saint-Maurice à cause de l'exploitation de la mine Beaver est souligné par une croix et une inscription pouvant se lire ainsi :« St-Maurice Hommages (aux) ancêtres 1907 1967 ». Le cimetière de Saint-Maurice est recouvert de résidus miniers.

## Culture et tourisme
« Thetford Mines est sise au pied des Appalaches et sa vallée présente un paysage unique manifestement dû au fort contraste opposant les immenses haldes minières à ses nombreux lacs et sa généreuse végétation. » « À l'occasion de son 125e anniversaire de fondation, la Ville de Thetford Mines en collaboration avec plusieurs organismes locaux présentera diverses activités culturelles et touristiques tout au long de l'année 2017. » Centre-Ville de Thetford Mines :
Héritage Centre-ville est un organisme à but non lucratif dont la principale mission est d'animer, protéger, revitaliser et développer le centre-ville de Thetford Mines en plus de promouvoir les activités de ses membres.
Restauré en 2016, Le Centre historique de la mine King, également nommé KB3, qui fait partie de Minéro, permet aux visiteurs de comprendre comment était organisée l'exploitation d'une mine souterraine. 

### Festivals[76]
- Festival Promutuel de la Relève
- Classique de billard des Appalaches
- Thetford à Cheval
- Chemin des Artisans
- Festival du Cowboys
- Festival Country Western de Thetford Mines
- Carnaval Desjardins (anciennement appelé le Carnaval de Thetford)[77]

### Arts de la scène[78]
- Groupe vocal AmalGamme
- Théâtre d'été (Bâtisseurs de montagnes, Les Cabotins)
- L'Unique, équipe d'improvisation collégiale du Cégep de Thetford
- Thumbs Up Productions, diffusion et production de spectacles (Bernard Adamus, Fred Fortin, Caravane, Mute, Dance Laury Dance, etc)
- Tram (Anciennement Spectart) - Diffuseur de spectacle à la Salle Dussault de la Polyvalente de Thetford Mines.

### Divers
- Génies en herbe à Thetford Mines
- Auteurs en Appalaches de Thetford Mines (regroupements de tous les écrivains de la région, ou anciens résidents de la contrée)
- Une partie du roman de Jean-Paul Dubois, prix Goncourt 2019, Tous les hommes n'habitent pas le monde de la même façon se déroule à Thetford Mines.

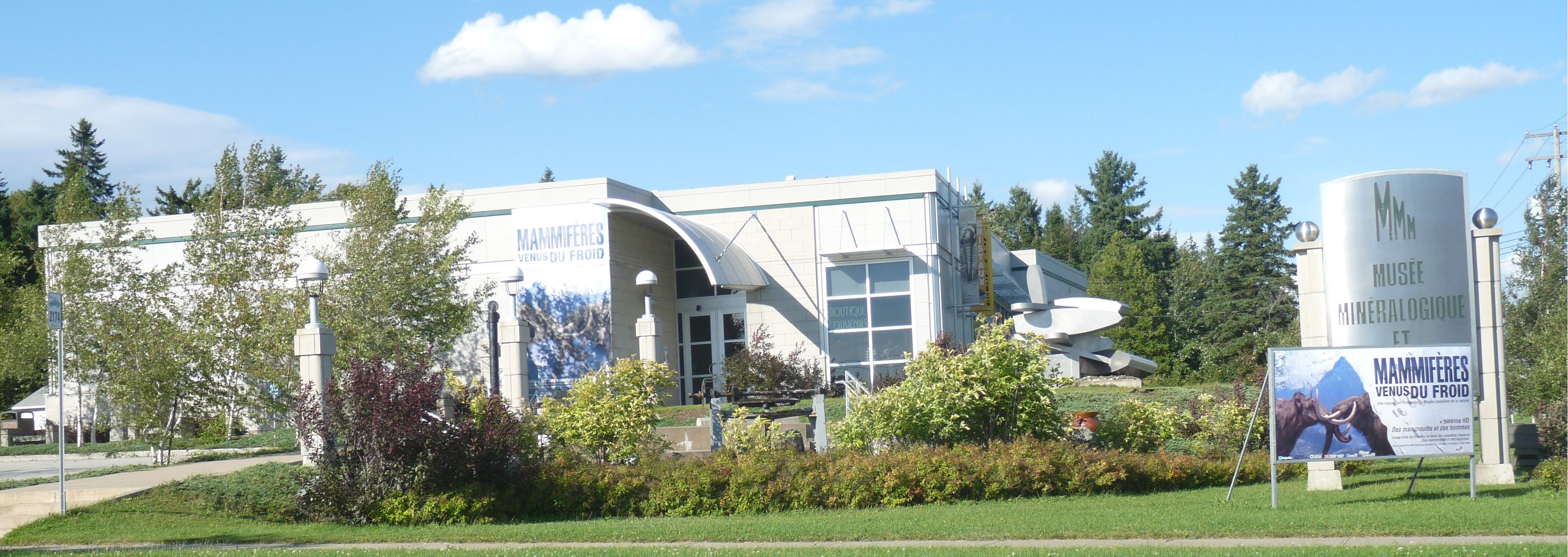
Le Musée minéralogique et minier de Thetford Mines

### Musées et Centres d'interprétation
- Musée minéralogique et minier
- Centre historique de la Mine King - KB3
- Magasin général O'Brien
- Station des Arts
- Centre d'art de la région des Appalaches
- Maison du patrimoine funéraire

## Sports

### Événements sportifs
Thetford Mines a accueilli la finale des Jeux du Québec d'hiver de 1980 ainsi que les finales d'été de 2003 et 2018.
- Rendez-vous Hockey senior (tournoi de hockey intermédiaire)
- Tournoi Provincial Inter-Cité Amiante Bantam de Thetford Mines (fin janvier, début février)
- Tournoi Provincial Atome de Thetford Mines (Secteur Black Lake) (2e et 3e fin de semaine de janvier)
- Festival Novice du secteur Black Lake (3e fin de semaine de février)
- Tournoi Inter-Régional Novice Atome de Thetford Mines
- Festival Pré-novice Thetford Mines
- Tournoi Provincial Ringuette de Thetford (3e fin de semaine de février)
- Compétition invitation Thetford (Patinage artistique) janvier

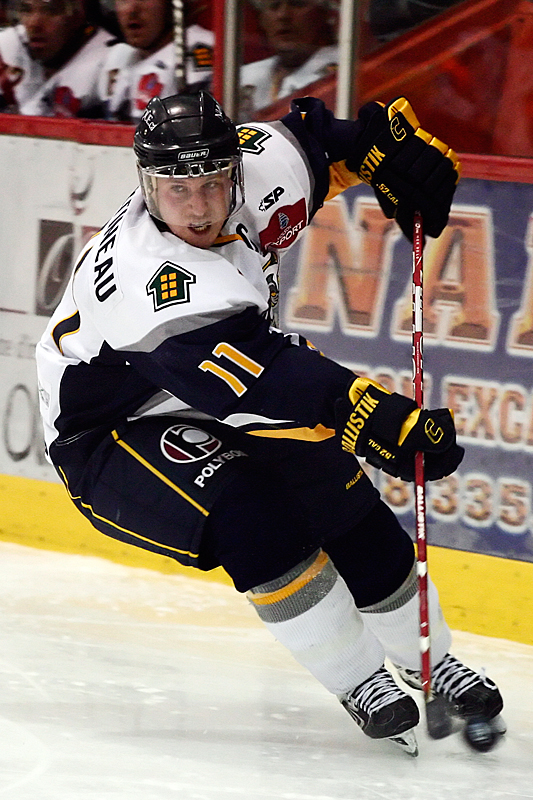
L'ancien capitaine de l'Isothermic, André Martineau, en action lors d'un match à domicile le 31 octobre 2008.

- Demi-marathon de Thetford

### Équipes sportives scolaires et majeures
- L'Unicanvas de Thetford Mines, Ligue de baseball majeur du Québec
- L'Assurancia, équipe de hockey de la LNAH
- Les Filons, nom des différentes équipes sportives du Cégep de Thetford
- Les Montagnards, nom des différentes équipes sportives de la Polyvalente de Thetford
- Le Martibo Sports Excellence, équipe de Baseball Junior AA [LBJMQ de 2005 à 2012)
- Club Amigym, club de gymnastique récréative et artistique de niveau compétition national
- Les équinoxes de Thetford Mines, club civil de natation de compétition de niveau provincial et national.
- Le Kommando de Thetford Mines, équipe de soccer de l'[ARSQ]
- Club de ski du Mont adstock

### Activités sportives en région
- Piste cyclable et pédestre de plus de 21,7 km reliant les secteurs Black Lake au secteur Robersonville en passant par le centre-ville du secteur Therford Mines
- La vue du haut du Mont Adstock, situé dans la ville de Thetford Mines.Sentier équestre de la SEDA

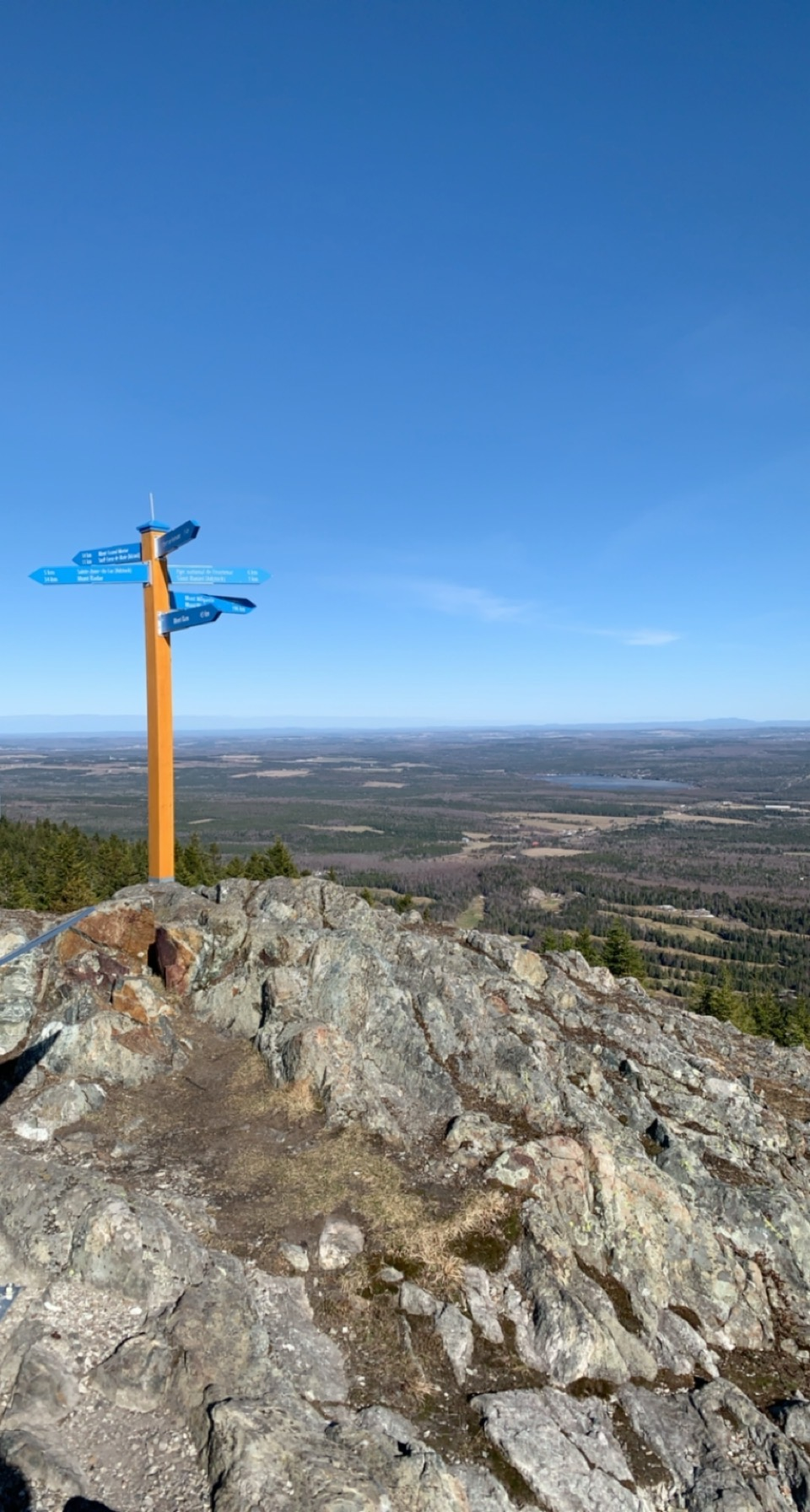
La vue du haut du Mont Adstock, situé dans la ville de Thetford Mines.

- Club de Golf et de Curling (centre-ville)
- Club de Ski et Golf Adstock (à quelques kilomètres vers le sud)
- Sentiers de motoneige (VTT et motoneiges sont autorisés à circuler sur certaines artères de la ville)
- 2 piscines dont une semi-olympique (Polyvalente de Thetford Mines et édifice municipal à Black Lake)
- Dekhockey Thetford
- Quilles

## Personnalités nées à Thetford Mines
- Thomas Beaudoin, acteur
- René Doyon, astrophysicien
- Michel Dumas, gardien de but de hockey sur glace
- Jean-François Lisée, homme politique québécois né à Thetford Mines en 1958.Louisette Dussault, actrice

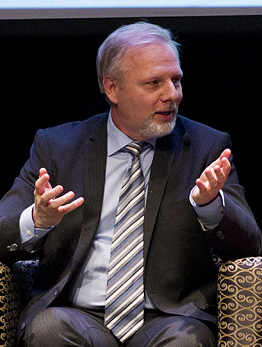
Jean-François Lisée, homme politique québécois né à Thetford Mines en 1958.

- Robert Fillion, joueur de hockey sur glace
- Dan Gagnon, humoriste
- Simon Gamache, joueur de hockey sur glace
- Mario Gosselin, gardien de but de hockey sur glace
- Paul Hébert, acteur
- G. Yves Landry, président de Chrysler Canada
- Pierre-Luc Landry, écrivain, éditeur et professeur de littérature
- Anick Lemay, comédienne
- Laurent Lessard, homme politique
- Jean-François Lisée, homme politique
- Michel Louvain, chanteur
- Laurent McCutcheon, militant pour les droits LGBTQ
- Daniel Meilleur, metteur en scène
- Christian Paradis, homme politique
- Serge Poudrier, joueur de hockey sur glace
- Raymond Setlakwe, avocat, entrepreneur et politicien

## Autres personnalités liées à Thetford Mines
- Michaëlle Jean, secrétaire générale de l'Organisation internationale de la Francophonie et gouverneure générale du Canada, a vécu à Thetford Mines
- Roch Thériault, dit Moïse, chef d'une communauté religieuse à tendance sectaire, a grandi à Thetford Mines